# Esterházy Madonna
Az Eszterházy Madonna Raffaello Sanzio egy 1508-ra datált olajfestménye, a budapesti Szépművészeti Múzeum kincse.

## Története
Raffaello Firenzében tervvázlatot készített róla (az Uffiziben őrzik), majd Rómába érkezése után ott festette meg, 1508-ban. A festmény a művész egyik jelentős alkotása, amelyet nem fejezett be teljesen. Csak a Madonna alakját dolgozta ki. A kép elkészülte után 200 évig Itáliában, többek között XI. Kelemen pápa tulajdonában volt. Az egyházfő – a kép hátoldalán lévő feljegyzés szerint – 1720-ban odaajándékozta III. Károly magyar királynak és feleségének, Erzsébet Krisztina magyar királynénak. A királyi családtól később Mária Terézia magyar királynő kancellárjához, Wenzel Anton Eusebius von Kaunitzhoz került a mű, akitől Esterházy Miklós József vásárolta meg, még 1813 előtt. A kép az Esterházy-gyűjtemény részeként 1865-ben került Pestre. Először a Magyar Tudományos Akadémia épületében, majd a Szépművészeti Múzeumban talált otthonra.
1983. november 5-én, szombaton éjszaka Raffaello egyéb és Giorgione, Tintoretto, valamint Tiepolo műveivel együtt ellopták. Később olasz csendőrök a görögországi Aigio (Eghjon) közelében lévő Panagia Trypiti kolostorban találták meg.

## Leírás és stílus

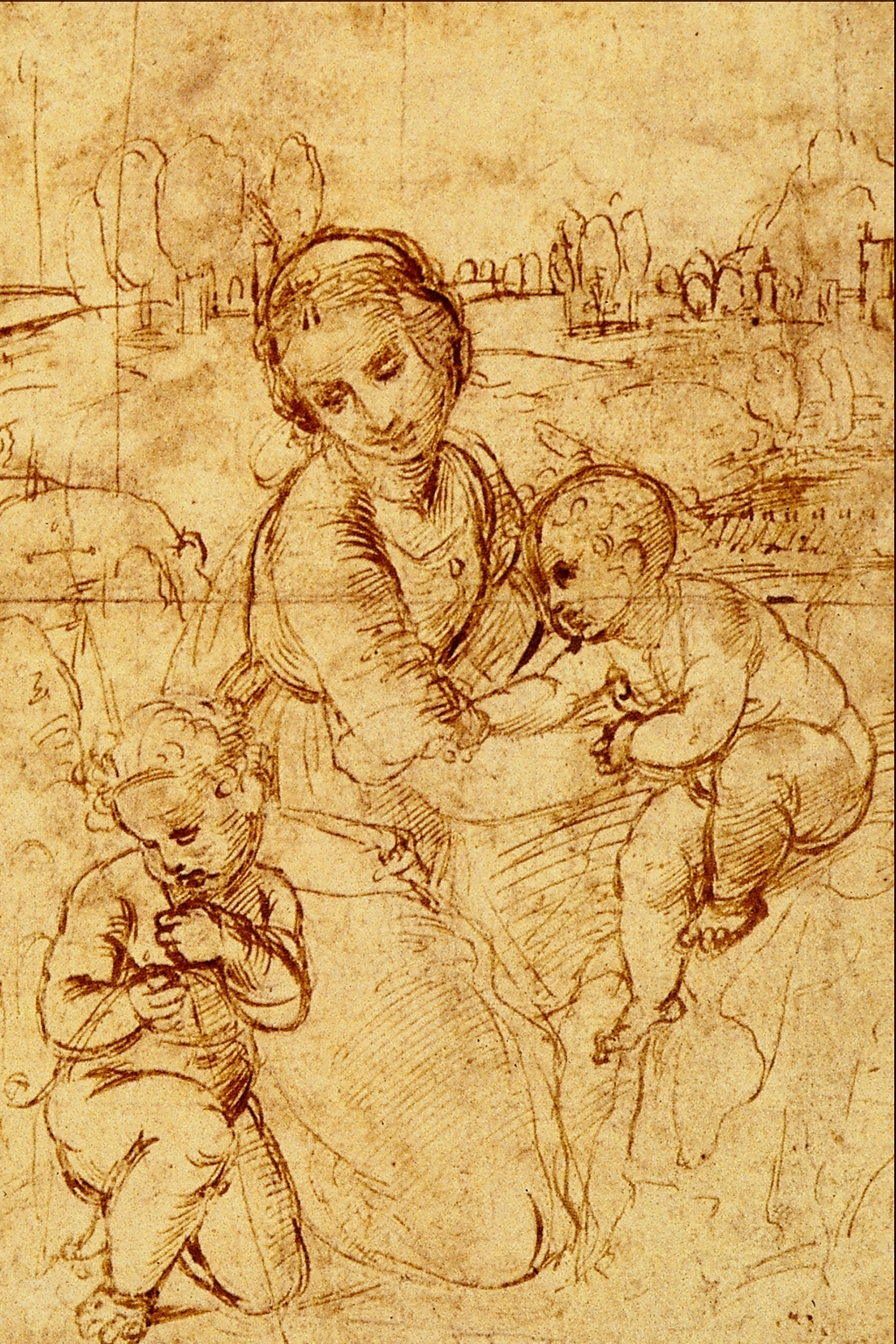
A festmény tervvázlata

A kép az egész alakos Madonnát ábrázolja a sziklán ülő gyermek Jézussal, a kép bal oldalán lévő, egy fóliáns jelentését kutató, gyermek Keresztelő János felé fordulva. A háttérben látható tájban a Vespasianus római császár Forum Romanumon lévő templomára emlékeztető romok vannak. Ezek azonban még nincsenek rajta a firenzei Uffizi-beli vázlaton, amiből arra lehet következtetni, hogy a kép alapötlete már otthon, Firenzében megfogalmazódott Raffaello fejében, amit rögtön Rómába érkezése után fatáblára festett. A képet és hordozólapját az értékes kerettel együtt többször is kellett restaurálni.

## Érdekesség
A képet 2014-ben már kiállították Milánóban, 2018. február 15. és április 8. között pedig a római Palazzo Barberini mutatta be, amit a Szépművészeti Múzeum felújítása alatti zárva tartása tett lehetővé.

## Bibliográfia
- Pierluigi De Vecchi, Raffaello, Rizzoli, Milánó, 1975
- Paolo Franzese, Raffaello, Mondadori Arte, Milánó, 2008 ISBN 978-88-370-6437-2
- Comando Carabinieri - TPC, Anno Operativo 2001, Edizioni De Luca, Róma, 2001

## Belső hivatkozások
- Raffaello Sanzio
- Szépművészeti Múzeum

## Fordítás
Ez a szócikk részben vagy egészben  a   Madonna Esterhazy című olasz Wikipédia-szócikk ezen változatának fordításán alapul.  Az eredeti cikk szerkesztőit annak laptörténete sorolja fel. Ez a jelzés csupán a megfogalmazás eredetét és a szerzői jogokat jelzi, nem szolgál a cikkben szereplő információk forrásmegjelöléseként.